# 溪头龙蜥
溪头龙蜥（学名：Diploderma makii），又名溪頭龍蜥或牧氏龍蜥，舊稱牧茂氏攀蜥，俗稱竹虎，为飛蜥科龙蜥属下的物種。僅分布于台湾，正模标本采集自南投縣的针叶林中，由日本動物學家牧茂市郎採集。其生存的海拔范围为1500至1500米。

## 辨識特徵
體長 10～25 公分，最大可達 27 公分。頭部有一條粗黑的過眼線，嘴部外緣與腹部體色較淺。雌雄體色差異甚大，體色會隨環境而小幅度改變；雄性最顯著特徵在於身上有許多粗而黑的斑塊（斑塊顏色有個體差異），鬣鱗明顯；雌性體色會因個體差異而有所不同，雖然大多以綠色為主（有些個體也有與雄性相似的粗斑塊，但顏色較接近綠色）但有些個體除了斑塊外，自頭部經背脊中央至尾部均為暗褐色，形成一條寬縱帶，稱之為「棕背型」。

## 生活習性
為樹棲性生物，日行性，白天常在森林邊緣空曠處活動，且常在樹叢面向光的葉面。領域性強，雄蜥遇驚擾時喉部會擴張，並做出類似伏地挺身的姿勢，多以小型無脊椎動物為食

## 扩展阅读
維基物種上的相關：溪头龙蜥